# Paul Weyres
Paul Weyres (* 16. April 1900 in Aachen; † 2. Oktober 1984 ebenda) war ein deutscher Motorradrennfahrer und Werksfahrer bei Harley-Davidson.

## Karriere
Sein erstes Motorradrennen bestritt Paul Weyres im Jahre 1923. Schon 1925 gewann er zum ersten Mal die internationale Deutschlandfahrt. 1927 war er als Teilnehmer bei der Eröffnung des Nürburgrings dabei.
In seiner Laufbahn fuhr Paul Weyres rund 400 Rennen. Davon konnte er auf seiner Harley-Davidson-Rennmaschine mehr als 100 gewinnen. Zu den großen Siegen zählten u. a. der Gewinn des Großen Preises der Schweiz 1931, 1932, 1933 und 1936, der Gewinn der schwedischen Tourist Trophy in Göteborg 1932 und seine Erfolge am Nürburgring 1932, 1933 und 1934. In den Jahren 1931 bis 1934 wurde er viermal Deutscher Meister in der Seitenwagenklasse.
Die Stadt Aachen würdigte 1935 seine Erfolge mit der goldenen Plakette der Stadt Aachen. Für seinen dreimaligen Erfolg am Nürburgring in Folge erhielt er den goldenen Nürburg-Siegelring. Paul Weyres war ein risikofreudiger Fahrer. 20 schwere Stürze mit zahlreichen Knochenbrüchen verleiteten 1956 die Aachener Zeitung zu einem Artikel, in dem sie Weyres als „zusammengeflickten Krieger der Motorschlachten“ bezeichneten.
Paul Weyres gehörte zu den ersten Sportlern, die ein Sponsoring durch die Industrie erfuhren. Sein Vertrag als Werksfahrer bei Harley-Davidson, den er 1930 erhielt, galt zur damaligen Zeit als Sensation. Gleiches galt für seine offene Werbung für Continental, deren Reifen er fuhr.
Obwohl Paul Weyres durch seine Verträge und zahlreiche Rennen stark gebunden war, war es sein ganzes Leben lang für sein Lebensmittelgeschäft in Aachen tätig.
Weyers hatte nicht nur zahlreiche Bewunderer, sondern auch viele Neider. So musste er öfter feststellen, dass seine Rennmaschinen manipuliert wurden.
Kurz vor Ausbruch des Zweiten Weltkrieges wechselte Paul Weyres zum Rennstall Neumann-Neander, der kleine Sportrennwagen herstellte. Obwohl erste Fahrten auch hier erfolgreich absolviert wurden, stoppte der Zweite Weltkrieg die Karriere von Paul Weyres.
Noch im hohen Alter zog es den ehemaligen Rennsportler hinter die Kulissen des Rennsports. So erklärte er 1980 bei einem Besuch am Nürburgring:
„Die ganzen Service-Mannschaften an den Boxen gab es damals noch nicht. Mit einem einzigen Mechaniker als Hilfe machte man seine Maschine selbst startklar, man wusste, ob jede einzelne Schraube fest genug angezogen war.“
Paul Weyres starb 84-jährig am 2. Oktober 1984 in Aachen. Er hinterließ Frau und Tochter.